# Malka
Malka (russisch Малка; auch bekannt als Balyksu, von karatschai-balkarisch Балыкъ суу, „Trübes Wasser“) ist ein 210 km langer linker Nebenfluss des Terek in der nordkaukasischen Republik  Kabardino-Balkarien in Russland.

## Verlauf
Die Malka entsteht etwa 13 km nordöstlich des Elbrus-Gipfels in einer Höhe von etwa 2400 m aus einer Vielzahl von Quellbächen, die in Höhen zwischen 3.000 und 3.500 m den Gletschern am Nordhang des Bergmassivs entfließen. Sie fließt in einem engen, felsigen Tal zunächst in nordnordöstlicher Richtung, durchbricht den Skalisty-Kamm („Felsenkamm“) des Großen Kaukasus, wendet sich allmählich in östliche Richtungen und erreicht beim Dorf Sarmakowo die Ebene. Auf einer Länge von knapp 50 km bildet der Fluss am Mittellauf – ansonsten immer auf dem Territorium Kabardino-Balkariens fließend – die Grenze zur benachbarten Region Stawropol. Er mündet schließlich bei der Siedlung Priteretschny, etwa 20 km östlich der Stadt Prochladny in den Terek. Die Mündung liegt auf der Grenze zur Nachbarrepublik Nordossetien-Alanien.
Einzig bedeutender Nebenfluss ist der von rechts bei Prochladny einmündende Baksan, der beim Zusammenfluss bedeutend wasserreicher ist als die Malka selbst (durchschnittlich um mehr als das Fünffache). Eine Besonderheit stellt das Flüsschen Kura dar, das beim Dorf Kuba (Kabardino-Balkarien) bzw. der Staniza Marjinskaja (Region Stawropol) der Malka in Form einer Bifurkation entfließt und sich nach etwa 150 km in den Trockengebieten zwischen Terek und Kuma („Nogaiersteppe“) verliert.

## Hydrologie
Das Einzugsgebiet der Malka umfasst 10.000 km². Die mittlere Abflussmenge 28 km oberhalb der Mündungs beträgt 97,8 m³/s, wozu der wenig oberhalb einmündende Baksan zu 85 % beiträgt. Der winterliche Eisgang ist unregelmäßig: die Malka friert im Unterlauf zwischen drei Tagen und zwei Monaten zu.

## Nutzung und Infrastruktur
Die Malka ist nicht schiffbar. Ihr Wasser wird am Unterlauf zur Bewässerung landwirtschaftlicher Nutzflächen verwendet. Zu diesem Zweck wird der Malka über den Baksan-Malka-Kanal Wasser zugeführt; die Malka ihrerseits speist beispielsweise den Malka-Kura-Kanal und den Lenin-Kanal, der weiter östlich in den Terek-Kuma-Kanal einmündet.
Der schnellfließende Ober- und Mittellauf der Malka ist bei Kanusportlern beliebt.
Beim nach ihm benannten Dorf Malka wird der Fluss von der Fernstraße M29 von Rostow am Don zur aserbaidschanischen Grenze überquert; die Eisenbahnstrecke nach Wladikawkas kreuzt ihn am Unterlauf bei Prochladny.